# 阿勒格尼山脉 (美国)
阿勒格尼山脉（The Allegheny Mountain Range）是北美洲阿巴拉契亚山脉的一部分，是当地重要的交通屏障。东北至西南走向，长约640公里，经过宾夕法尼亚州、马里兰州、西弗吉尼亚州和弗吉尼亚州。最高点是位于西弗吉尼亚州高1,482米的斯普鲁斯丘。